# Menat-Chufu
Menat-Chufu war eine altägyptische Stadt in Mittelägypten, im 16. oberägyptischen Gau. Der Ort konnte bisher nicht genauer lokalisiert werden.
Die älteste Erwähnung stammt aus der Regierungszeit von Mentuhotep IV., der Leute aus diesem Ort für eine Expedition in den Wadi Hammamat rekrutierte. Ansonsten wird der Ort in den Gräbern von Chnumhotep I. und Chnumhotep II. in Beni Hassan genannt, die beide Bürgermeister von Menat-Chufu waren. Da Letzterer auch den Titel Vorsteher der östlichen Wüste trug, ist vermutet worden, dass Menat-Chufu auf der Ostseite des Nils lag. Die Annahme, dass der Ort mit dem aus dem Alten Reich bekannten Menat-Snofru identisch war und umbenannt wurde, bleibt Spekulation.